# Paul Sabatier
Paul Sabatier FRS (Carcassona, 5 de novembro de 1854 — Toulouse, 14 de agosto de 1941) foi um químico francês.

## Vida
Paul Sabatier nasceu em 5 de novembro de 1854 em Carcassona. Estudou na Escola Normal Superior e no Collège de France, obtendo o doutorado em 1880. Após licenciar-se deu aulas na Universidade de Bordéus. Desde 1884 foi professor de química da Universidade de Toulouse, chegando a ser decano da Faculdade de Ciências da mesma universidade em 1905.
Destacou-se por seus estudos sobre ações catalíticas, descobrindo a catálise seletiva. Em 1899 criou, junto com Jean Baptiste Senderens, um método para a hidrogenação catalítica dos óleos em presença de níquel ou outros metais finamente divididos, que permitiu fabricar sabões mais baratos a partir do uso da gordura de pescados como matéria prima, substituindo as gorduras de outros animais.
Foi nomeado Doutor Honoris Causa pela Universidade da Filadélfia e membro honorário de numerosas sociedades ao redor do mundo (Londres, incluindo a Faculdade de Ciências da Universidade do Porto onde em 1923 recebeu o Doutoramento Honoris Causa. Recebeu o prêmio Lacate em 1897, o prêmio Jecker em 1905, a Medalha Davy em 1915, a Royal Medal da Royal Society em 1933 e a Medalha Franklin.
Um liceu de Carcassona e a Universidade Paul Sabatier (UPS - Toulouse-III) levam o seu nome.
Em 1912 compartilhou com Victor Grignard o Nobel de Química.
Sua obra mais importante é "La catalyse en chimie organique" (“A catálise na química orgânica”) editada em 1913.

## Publicações
- Paul Sabatier, Recherches thermiques sur les sulfures, Paris, Gauthier-Villars, 1880, 95 p.
- Paul Sabatier, La Catalyse en chimie organique, C. Béranger, 1913, 256 p.